# Dyskografia Van der Graaf Generator
Artykuł zawiera dyskografię zespołu Van der Graaf Generator.

## Albumy studyjne
| data wydania     | album                                     |
| ---------------- | ----------------------------------------- |
| wrzesień 1969    | The Aerosol Grey Machine                  |
| luty 1970        | The Least We Can Do Is Wave to Each Other |
| grudzień 1970    | H to He, Who Am the Only One              |
| październik 1971 | Pawn Hearts                               |
| październik 1975 | Godbluff                                  |
| kwiecień 1976    | Still Life                                |
| październik 1976 | World Record                              |
| wrzesień 1977    | The Quiet Zone/The Pleasure Dome          |
| kwiecień 2005    | Present                                   |
| marzec 2008      | Trisector                                 |
| kwiecień 2011    | A Grounding In Numbers                    |
| lipiec 2012      | ALT                                       |
| 2016             | Do Not Disturb                            |

## Albumy koncertowe
| data wydania  | album                           |
| ------------- | ------------------------------- |
| lipiec 1978   | Vital                           |
| czerwiec 1994 | Maida Vale                      |
| marzec 2007   | Real Time                       |
| czerwiec 2009 | Live At The Paradiso            |
| czerwiec 2012 | Live at Metropolis Studios 2010 |

## Kompilacje
| data wydania  | album               |
| ------------- | ------------------- |
| sierpień 1972 | 68-71               |
| wrzesień 1980 | Repeat Performance  |
| styczeń 1982  | Time Vaults         |
| luty 1987     | First Generation    |
| luty 1987     | Second Generation   |
| wrzesień 1993 | I Prophesy Disaster |
| listopad 2000 | An Introduction     |
| listopad 2000 | The Box             |

## Single
| data wydania     | album                                              |
| ---------------- | -------------------------------------------------- |
| styczeń 1969     | People You Were Going To c/w Firebrand             |
| kwiecień 1969    | Afterwards c/w Necromancer                         |
| kwiecień 1970    | Refugees c/w The Boat Of Millions Of Years         |
| luty 1972        | Theme One c/w W                                    |
| październik 1976 | Wondering c/w Meurglys III                         |
| wrzesień 1977    | Cat's Eye/Yellow Fever (Running) c/w Ship Of Fools |

## DVD
| data wydania  | album                   | Informacje                                             |
| ------------- | ----------------------- | ------------------------------------------------------ |
| luty 2003     | Masters From the Vaults | Sesja dla belgijskiej telewizji, marzec 1972           |
| lipiec 2003   | Godbluff Live           | na żywo z Charleroi 1975 + sesja z Belgii              |
| 2005          | Inside VdGG             | zawiera dwie powyższe oraz sesję z Beat Club z 1970 r. |
| czerwiec 2009 | Live At The Paradiso    | na żywo w klubie Paradiso, Amsterdam, 14 kwietnia 2007 |